# 호도현령정판교
《호도현령정판교》(중국어 간체자: 糊涂县令郑板桥, 정체자: 糊塗縣令鄭板橋, 병음: Hú tú xiàn lìng zhèng bǎn qiáo 후투셴링정반차오[*])는 중국의 드라마이다.